# 米尔巴赫
米尔巴赫是德国莱茵兰-普法尔茨州的一个市镇。总面积1.55平方公里，总人口110人，其中男性56人，女性54人（2011年12月31日），人口密度71人/平方公里。